# Tour de Burgos féminin 2023
La 8e édition du Tour de Burgos féminin a lieu du 18 au 21 mai 2023. Elle fait partie de l'UCI World Tour.
Lorena Wiebes gagne la première étape au sprint. Le lendemain, le vent provoque une sélection très importante. Lorena Wiebes s'impose de nouveau, mais son sprint est jugé irrégulier et elle est déclassée au profit de sa coéquipière Demi Vollering. Wiebes gagne la troisième étape. Sur l'étape reine qui se termine au sommet, Demi Vollering s'isole en tête à huit kilomètres de la ligne et gagne avec plus d'une minute d'avance. Elle s'adjuge ainsi le classement général devant Shirin van Anrooij, meilleure jeune, et Ashleigh Moolman. Lorena Wiebes gagne le classement par points et Vollering celui de la montagne. Canyon-SRAM Racing est la meilleure équipe.

## Équipes
| UCI Women's WorldTeams (11)- Canyon-SRAM Racing - EF Education-TIBCO-SVB - FDJ-Suez - Israel-Premier Tech Roland - Liv Racing TeqFind - Movistar Team - SD Worx - Trek-Segafredo - Team Jayco AlUla - UAE Team ADQ - Uno-X Pro Cycling Team Équipes féminines continentales (11)- AG Insurance - Soudal Quick-Step Team - Bizkaia-Durango - Bepink - Cofidis - Colombia Pacto Por El Deporte-GW Shimano - Cantabria Deporte-Rio Miera - Eneicat-Cmteam-Seguros Deportivos - Farto-BTC - Laboral Kutxa-Fundacion Euskadi - Lifeplus Wahoo - Massi Tactic |
| |

## Parcours
Les deux premières étapes sont vallonnées, mais l'étape reine est la dernière avec une arrivée au sommet à Lagunas de Neila. Cette ascension est longue de douze kilomètres et a une pente moyenne de 6,3 % avec un maximum à 11,7 %.

## Étapes
| Étape     | Date   | Villes étapes                    | type              | Distance (km) | Vainqueur d'étape | Leader du classement général |
| --------- | ------ | -------------------------------- | ----------------- | ------------- | ----------------- | ---------------------------- |
| 1re étape | 18 mai | Quintanaortuño – Medina de Pomar | étape vallonnée   | 115,6         | Lorena Wiebes     | Lorena Wiebes                |
| 2e étape  | 19 mai | Sotresgudo – Lerma               | étape vallonnée   | 118,9         | Demi Vollering    | Lorena Wiebes                |
| 3e étape  | 20 mai | Caleruega – Aranda de Duero      | étape de plaine   | 112,7         | Lorena Wiebes     | Lorena Wiebes                |
| 4e étape  | 21 mai | Tordómar – Lagunas de Neila      | étape de montagne | 121,5         | Demi Vollering    | Demi Vollering               |

## Favorites
Demi Vollering a montré à Liège-Bastogne-Liège, à La Vuelta Femenina et au Tour du Pays basque, qu'elle est la meilleure grimpeuse du peloton et fait donc figure de favorite.

## Déroulement de la course

### 1reétape
Au kilomètre seize, Corinna Lechner attaque. Elle obtient un peu plus d'une minute d'avance. Dans la montée d'Alto La Varga, Magdeleine Vallières revient sur Lechner, mais elles sont toutes deux reprises dans ses pentes. Valeria Valgonen attaque dans la descente. Son avantage culmine à une minute trente. Un regroupement général a lieu à trente-deux kilomètres de la ligne sous l'impulsion de la Trek-Segafredo. Le sprint intermédiaire suivant, voit les favorites prend quelques longueurs d'avance, mais elles se laissent reprendre. Dans une descente, Alicia González passe à l'offensive. Elle est reprise à onze kilomètres du but. Aude Biannic et Valerie Demey contrent, rapidement rejointes par Elena Pirrone et Jade Wiel. Le peloton finit par les reprendre. Au sprint, Lorena Wiebes se montre la plus véloce.
| \| Classement de l'étape \| Classement de l'étape \| Classement de l'étape \| Classement de l'étape \| Classement de l'étape \| \| Coureuse \| Coureuse \| Pays \| Équipe \| Temps \| \| --------------------- \| --------------------- \| --------------------- \| ------------------------------- \| --------------------- \| \| 1re \| Lorena Wiebes \| Pays-Bas \| SD Worx \| 3 h 09 min 57 s \| \| 2e \| Elisa Balsamo \| Italie \| Trek-Segafredo \| + 0 s \| \| 3e \| Chloé Dygert \| États-Unis \| Canyon-SRAM Racing \| + 0 s \| \| 4e \| Chiara Consonni \| Italie \| UAE Team ADQ \| + 0 s \| \| 5e \| Tamara Dronova \| Russie \| Israel-Premier Tech Roland \| + 0 s \| \| 6e \| Alba Teruel \| Espagne \| Laboral Kutxa-Fundación Euskadi \| + 0 s \| \| 7e \| Tereza Neumanová \| Tchéquie \| Liv Racing TeqFind \| + 0 s \| \| 8e \| Silvia Zanardi \| Italie \| Bepink \| + 0 s \| \| 9e \| Susanne Andersen \| Norvège \| Uno-X Pro Cycling Team \| + 0 s \| \| 10e \| Michaela Drummond \| Nouvelle-Zélande \| Farto-BTC \| + 0 s \| |                   |                  |                                 |                 |
| |                   |                  |                                 |                 |
| |                   |                  |                                 |                 |
| Classement de l'étape |                   |                  |                                 |                 |
| Coureuse | Coureuse          | Pays             | Équipe                          | Temps           |
| 1re | Lorena Wiebes     | Pays-Bas         | SD Worx                         | 3 h 09 min 57 s |
| 2e | Elisa Balsamo     | Italie           | Trek-Segafredo                  | + 0 s           |
| 3e | Chloé Dygert      | États-Unis       | Canyon-SRAM Racing              | + 0 s           |
| 4e | Chiara Consonni   | Italie           | UAE Team ADQ                    | + 0 s           |
| 5e | Tamara Dronova    | Russie           | Israel-Premier Tech Roland      | + 0 s           |
| 6e | Alba Teruel       | Espagne          | Laboral Kutxa-Fundación Euskadi | + 0 s           |
| 7e | Tereza Neumanová  | Tchéquie         | Liv Racing TeqFind              | + 0 s           |
| 8e | Silvia Zanardi    | Italie           | Bepink                          | + 0 s           |
| 9e | Susanne Andersen  | Norvège          | Uno-X Pro Cycling Team          | + 0 s           |
| 10e | Michaela Drummond | Nouvelle-Zélande | Farto-BTC                       | + 0 s           |

| \| Classement général \| Classement général \| Classement général \| Classement général \| Classement général \| \| Coureuse \| Coureuse \| Pays \| Équipe \| Temps \| \| ------------------ \| --------------------- \| ------------------ \| ------------------------------- \| ------------------ \| \| 1re \| Lorena Wiebes \| Pays-Bas \| SD Worx \| 3 h 09 min 47 s \| \| 2e \| Elisa Balsamo \| Italie \| Trek-Segafredo \| + 4 s \| \| 3e \| Chloé Dygert \| États-Unis \| Canyon-SRAM Racing \| + 6 s \| \| 4e \| Soraya Paladin \| Italie \| Canyon-SRAM Racing \| + 7 s \| \| 5e \| Cecilie Uttrup Ludwig \| Danemark \| FDJ-Suez \| + 8 s \| \| 6e \| Shirin van Anrooij \| Pays-Bas \| Trek-Segafredo \| + 9 s \| \| 7e \| Chiara Consonni \| Italie \| UAE Team ADQ \| + 10 s \| \| 8e \| Tamara Dronova \| Russie \| Israel-Premier Tech Roland \| + 10 s \| \| 9e \| Alba Teruel \| Espagne \| Laboral Kutxa-Fundación Euskadi \| + 10 s \| \| 10e \| Tereza Neumanová \| Tchéquie \| Liv Racing TeqFind \| + 10 s \| |                       |            |                                 |                 |
| |                       |            |                                 |                 |
| |                       |            |                                 |                 |
| Classement général |                       |            |                                 |                 |
| Coureuse | Coureuse              | Pays       | Équipe                          | Temps           |
| 1re | Lorena Wiebes         | Pays-Bas   | SD Worx                         | 3 h 09 min 47 s |
| 2e | Elisa Balsamo         | Italie     | Trek-Segafredo                  | + 4 s           |
| 3e | Chloé Dygert          | États-Unis | Canyon-SRAM Racing              | + 6 s           |
| 4e | Soraya Paladin        | Italie     | Canyon-SRAM Racing              | + 7 s           |
| 5e | Cecilie Uttrup Ludwig | Danemark   | FDJ-Suez                        | + 8 s           |
| 6e | Shirin van Anrooij    | Pays-Bas   | Trek-Segafredo                  | + 9 s           |
| 7e | Chiara Consonni       | Italie     | UAE Team ADQ                    | + 10 s          |
| 8e | Tamara Dronova        | Russie     | Israel-Premier Tech Roland      | + 10 s          |
| 9e | Alba Teruel           | Espagne    | Laboral Kutxa-Fundación Euskadi | + 10 s          |
| 10e | Tereza Neumanová      | Tchéquie   | Liv Racing TeqFind              | + 10 s          |

### 2eétape
L'étape est venteuse. Le peloton se scinde en deux au bout de quinze kilomètres. Elles sont au départ quarante-sept à l'avant, dont les principales favorites, mais une sélection progressive s'opère. Elles ne sont plus qu'une vingtaine à l'arrivée. Au sprint, Lorena Wiebes s'impose de nouveau. Toutefois, son coup d'épaule sur Chloe Dygert pour éviter l'enfermement conduit à disqualification. Demi Vollering est donc déclarée vainqueur.
| \| Classement de l'étape \| Classement de l'étape \| Classement de l'étape \| Classement de l'étape \| Classement de l'étape \| \| Coureuse \| Coureuse \| Pays \| Équipe \| Temps \| \| --------------------- \| ------------------------ \| --------------------- \| ------------------------------ \| --------------------- \| \| 1re \| Demi Vollering \| Pays-Bas \| SD Worx \| 2 h 35 min 24 s \| \| 2e \| Chloé Dygert \| États-Unis \| Canyon-SRAM Racing \| + 0 s \| \| 3e \| Lorena Wiebes \| Pays-Bas \| SD Worx \| + 0 s \| \| 4e \| Tamara Dronova \| Russie \| Israel-Premier Tech Roland \| + 7 s \| \| 5e \| Elisa Balsamo \| Italie \| Trek-Segafredo \| + 7 s \| \| 6e \| Shirin van Anrooij \| Pays-Bas \| Trek-Segafredo \| + 10 s \| \| 7e \| Ashleigh Moolman \| Afrique du Sud \| AG Insurance-Soudal Quick-Step \| + 11 s \| \| 8e \| Soraya Paladin \| Italie \| Canyon-SRAM Racing \| + 11 s \| \| 9e \| Marlen Reusser \| Suisse \| SD Worx \| + 20 s \| \| 10e \| Agnieszka Skalniak-Sójka \| Pologne \| Canyon-SRAM Racing \| + 26 s \| |                          |                |                                |                 |
| |                          |                |                                |                 |
| |                          |                |                                |                 |
| Classement de l'étape |                          |                |                                |                 |
| Coureuse | Coureuse                 | Pays           | Équipe                         | Temps           |
| 1re | Demi Vollering           | Pays-Bas       | SD Worx                        | 2 h 35 min 24 s |
| 2e | Chloé Dygert             | États-Unis     | Canyon-SRAM Racing             | + 0 s           |
| 3e | Lorena Wiebes            | Pays-Bas       | SD Worx                        | + 0 s           |
| 4e | Tamara Dronova           | Russie         | Israel-Premier Tech Roland     | + 7 s           |
| 5e | Elisa Balsamo            | Italie         | Trek-Segafredo                 | + 7 s           |
| 6e | Shirin van Anrooij       | Pays-Bas       | Trek-Segafredo                 | + 10 s          |
| 7e | Ashleigh Moolman         | Afrique du Sud | AG Insurance-Soudal Quick-Step | + 11 s          |
| 8e | Soraya Paladin           | Italie         | Canyon-SRAM Racing             | + 11 s          |
| 9e | Marlen Reusser           | Suisse         | SD Worx                        | + 20 s          |
| 10e | Agnieszka Skalniak-Sójka | Pologne        | Canyon-SRAM Racing             | + 26 s          |

| \| Classement général \| Classement général \| Classement général \| Classement général \| Classement général \| \| Coureuse \| Coureuse \| Pays \| Équipe \| Temps \| \| ------------------ \| ------------------------ \| ------------------ \| ------------------------------ \| ------------------ \| \| 1re \| Lorena Wiebes \| Pays-Bas \| SD Worx \| 5 h 45 min 07 s \| \| 2e \| Chloé Dygert \| États-Unis \| Canyon-SRAM Racing \| + 4 s \| \| 3e \| Demi Vollering \| Pays-Bas \| SD Worx \| + 4 s \| \| 4e \| Elisa Balsamo \| Italie \| Trek-Segafredo \| + 15 s \| \| 5e \| Soraya Paladin \| Italie \| Canyon-SRAM Racing \| + 19 s \| \| 6e \| Tamara Dronova \| Russie \| Israel-Premier Tech Roland \| + 21 s \| \| 7e \| Shirin van Anrooij \| Pays-Bas \| Trek-Segafredo \| + 21 s \| \| 8e \| Ashleigh Moolman \| Afrique du Sud \| AG Insurance-Soudal Quick-Step \| + 25 s \| \| 9e \| Marlen Reusser \| Suisse \| SD Worx \| + 34 s \| \| 10e \| Agnieszka Skalniak-Sójka \| Pologne \| Canyon-SRAM Racing \| + 40 s \| |                          |                |                                |                 |
| |                          |                |                                |                 |
| |                          |                |                                |                 |
| Classement général |                          |                |                                |                 |
| Coureuse | Coureuse                 | Pays           | Équipe                         | Temps           |
| 1re | Lorena Wiebes            | Pays-Bas       | SD Worx                        | 5 h 45 min 07 s |
| 2e | Chloé Dygert             | États-Unis     | Canyon-SRAM Racing             | + 4 s           |
| 3e | Demi Vollering           | Pays-Bas       | SD Worx                        | + 4 s           |
| 4e | Elisa Balsamo            | Italie         | Trek-Segafredo                 | + 15 s          |
| 5e | Soraya Paladin           | Italie         | Canyon-SRAM Racing             | + 19 s          |
| 6e | Tamara Dronova           | Russie         | Israel-Premier Tech Roland     | + 21 s          |
| 7e | Shirin van Anrooij       | Pays-Bas       | Trek-Segafredo                 | + 21 s          |
| 8e | Ashleigh Moolman         | Afrique du Sud | AG Insurance-Soudal Quick-Step | + 25 s          |
| 9e | Marlen Reusser           | Suisse         | SD Worx                        | + 34 s          |
| 10e | Agnieszka Skalniak-Sójka | Pologne        | Canyon-SRAM Racing             | + 40 s          |

### 3eétape
Morgane Coston s'échappe en solitaire. Son avance est d'environ trente secondes, quand sept autres coureuses la rejoignent à vingt-six kilomètres du but. Il s'agit de : Sheyla Gutiérrez, Karolina Kumięga, Kathrin Hammes, Jessenia Meneses, Sofía Rodríguez, Debora Silvestri et Maria Paula Latriglia. Elles ont plus d'une minute d'avance aux dix kilomètres. Elles sont reprises durant le sprint, où Lorena Wiebes s'impose. Sheyla Gutiérrez prend la troisième place.
| \| Classement de l'étape \| Classement de l'étape \| Classement de l'étape \| Classement de l'étape \| Classement de l'étape \| \| Coureuse \| Coureuse \| Pays \| Équipe \| Temps \| \| --------------------- \| --------------------- \| --------------------- \| --------------------------------- \| --------------------- \| \| 1re \| Lorena Wiebes \| Pays-Bas \| SD Worx \| 2 h 37 min 03 s \| \| 2e \| Elisa Balsamo \| Italie \| Trek-Segafredo \| + 0 s \| \| 3e \| Sheyla Gutiérrez \| Espagne \| Movistar Team \| + 0 s \| \| 4e \| Karolina Kumięga \| Pologne \| UAE Team ADQ \| + 0 s \| \| 5e \| María Latriglia \| Colombie \| Eneicat-CMTeam-Seguros Deportivos \| + 0 s \| \| 6e \| Morgane Coston \| France \| Cofidis \| + 0 s \| \| 7e \| Kathrin Hammes \| Allemagne \| EF Education-TIBCO-SVB \| + 0 s \| \| 8e \| Debora Silvestri \| Italie \| Laboral Kutxa-Fundación Euskadi \| + 0 s \| \| 9e \| Silvia Zanardi \| Italie \| Bepink \| + 0 s \| \| 10e \| Alexandra Manly \| Australie \| Team Jayco AlUla \| + 0 s \| |                  |           |                                   |                 |
| |                  |           |                                   |                 |
| |                  |           |                                   |                 |
| Classement de l'étape |                  |           |                                   |                 |
| Coureuse | Coureuse         | Pays      | Équipe                            | Temps           |
| 1re | Lorena Wiebes    | Pays-Bas  | SD Worx                           | 2 h 37 min 03 s |
| 2e | Elisa Balsamo    | Italie    | Trek-Segafredo                    | + 0 s           |
| 3e | Sheyla Gutiérrez | Espagne   | Movistar Team                     | + 0 s           |
| 4e | Karolina Kumięga | Pologne   | UAE Team ADQ                      | + 0 s           |
| 5e | María Latriglia  | Colombie  | Eneicat-CMTeam-Seguros Deportivos | + 0 s           |
| 6e | Morgane Coston   | France    | Cofidis                           | + 0 s           |
| 7e | Kathrin Hammes   | Allemagne | EF Education-TIBCO-SVB            | + 0 s           |
| 8e | Debora Silvestri | Italie    | Laboral Kutxa-Fundación Euskadi   | + 0 s           |
| 9e | Silvia Zanardi   | Italie    | Bepink                            | + 0 s           |
| 10e | Alexandra Manly  | Australie | Team Jayco AlUla                  | + 0 s           |

| \| Classement général \| Classement général \| Classement général \| Classement général \| Classement général \| \| Coureuse \| Coureuse \| Pays \| Équipe \| Temps \| \| ------------------ \| ------------------------ \| ------------------ \| ------------------------------ \| ------------------ \| \| 1re \| Lorena Wiebes \| Pays-Bas \| SD Worx \| 8 h 22 min 00 s \| \| 2e \| Chloé Dygert \| États-Unis \| Canyon-SRAM Racing \| + 14 s \| \| 3e \| Demi Vollering \| Pays-Bas \| SD Worx \| + 14 s \| \| 4e \| Elisa Balsamo \| Italie \| Trek-Segafredo \| + 19 s \| \| 5e \| Soraya Paladin \| Italie \| Canyon-SRAM Racing \| + 29 s \| \| 6e \| Tamara Dronova \| Russie \| Israel-Premier Tech Roland \| + 31 s \| \| 7e \| Shirin van Anrooij \| Pays-Bas \| Trek-Segafredo \| + 31 s \| \| 8e \| Ashleigh Moolman \| Afrique du Sud \| AG Insurance-Soudal Quick-Step \| + 35 s \| \| 9e \| Marlen Reusser \| Suisse \| SD Worx \| + 44 s \| \| 10e \| Agnieszka Skalniak-Sójka \| Pologne \| Canyon-SRAM Racing \| + 50 s \| |                          |                |                                |                 |
| |                          |                |                                |                 |
| |                          |                |                                |                 |
| Classement général |                          |                |                                |                 |
| Coureuse | Coureuse                 | Pays           | Équipe                         | Temps           |
| 1re | Lorena Wiebes            | Pays-Bas       | SD Worx                        | 8 h 22 min 00 s |
| 2e | Chloé Dygert             | États-Unis     | Canyon-SRAM Racing             | + 14 s          |
| 3e | Demi Vollering           | Pays-Bas       | SD Worx                        | + 14 s          |
| 4e | Elisa Balsamo            | Italie         | Trek-Segafredo                 | + 19 s          |
| 5e | Soraya Paladin           | Italie         | Canyon-SRAM Racing             | + 29 s          |
| 6e | Tamara Dronova           | Russie         | Israel-Premier Tech Roland     | + 31 s          |
| 7e | Shirin van Anrooij       | Pays-Bas       | Trek-Segafredo                 | + 31 s          |
| 8e | Ashleigh Moolman         | Afrique du Sud | AG Insurance-Soudal Quick-Step | + 35 s          |
| 9e | Marlen Reusser           | Suisse         | SD Worx                        | + 44 s          |
| 10e | Agnieszka Skalniak-Sójka | Pologne        | Canyon-SRAM Racing             | + 50 s          |

### 4eétape
Silvia Zanardi est la première échappée. Treize coureuses se joignent à elle dont Lucinda Brand et Agnieszka Skalniak. Le groupe est néanmoins trop dangereux et la SD Worx le reprend. Les sprinteuses Elisa Balsamo et Alexandra Manly sortent ensuite. Sara Martín les rattrape, ensemble elles obtiennent une minute quarante trois d'avance. Elles sont reprises au pied de l'ascension finale. Marlen Reusser y imprime le rythme. À neuf kilomètres de l'arrivée, Demi Vollering accélère. Seule Shirin van Anrooij parvient à la suivre pendant un kilomètre avant de devoir lâcher prise. Erica Magnaldi se détache du reste des favorites et prend la deuxième place derrière Vollering qui remporte par la même occasion le classement général.
| \| Classement de l'étape \| Classement de l'étape \| Classement de l'étape \| Classement de l'étape \| Classement de l'étape \| \| Coureuse \| Coureuse \| Pays \| Équipe \| Temps \| \| --------------------- \| ------------------------ \| --------------------- \| ------------------------------ \| --------------------- \| \| 1re \| Demi Vollering \| Pays-Bas \| SD Worx \| 3 h 24 min 08 s \| \| 2e \| Erica Magnaldi \| Italie \| UAE Team ADQ \| + 1 min 35 s \| \| 3e \| Silvia Persico \| Italie \| UAE Team ADQ \| + 1 min 38 s \| \| 4e \| Shirin van Anrooij \| Pays-Bas \| Trek-Segafredo \| + 1 min 40 s \| \| 5e \| Ashleigh Moolman \| Afrique du Sud \| AG Insurance-Soudal Quick-Step \| + 1 min 40 s \| \| 6e \| Cecilie Uttrup Ludwig \| Danemark \| FDJ-Suez \| + 1 min 52 s \| \| 7e \| Marlen Reusser \| Suisse \| SD Worx \| + 2 min 29 s \| \| 8e \| Clara Koppenburg \| Allemagne \| Cofidis \| + 2 min 31 s \| \| 9e \| Chloé Dygert \| États-Unis \| Canyon-SRAM Racing \| + 2 min 33 s \| \| 10e \| Agnieszka Skalniak-Sójka \| Pologne \| Canyon-SRAM Racing \| + 2 min 35 s \| |                          |                |                                |                 |
| |                          |                |                                |                 |
| |                          |                |                                |                 |
| Classement de l'étape |                          |                |                                |                 |
| Coureuse | Coureuse                 | Pays           | Équipe                         | Temps           |
| 1re | Demi Vollering           | Pays-Bas       | SD Worx                        | 3 h 24 min 08 s |
| 2e | Erica Magnaldi           | Italie         | UAE Team ADQ                   | + 1 min 35 s    |
| 3e | Silvia Persico           | Italie         | UAE Team ADQ                   | + 1 min 38 s    |
| 4e | Shirin van Anrooij       | Pays-Bas       | Trek-Segafredo                 | + 1 min 40 s    |
| 5e | Ashleigh Moolman         | Afrique du Sud | AG Insurance-Soudal Quick-Step | + 1 min 40 s    |
| 6e | Cecilie Uttrup Ludwig    | Danemark       | FDJ-Suez                       | + 1 min 52 s    |
| 7e | Marlen Reusser           | Suisse         | SD Worx                        | + 2 min 29 s    |
| 8e | Clara Koppenburg         | Allemagne      | Cofidis                        | + 2 min 31 s    |
| 9e | Chloé Dygert             | États-Unis     | Canyon-SRAM Racing             | + 2 min 33 s    |
| 10e | Agnieszka Skalniak-Sójka | Pologne        | Canyon-SRAM Racing             | + 2 min 35 s    |

## Classements finals

### Classement général final
| \| Classement général \| Classement général \| Classement général \| Classement général \| Classement général \| \| Coureuse \| Coureuse \| Pays \| Équipe \| Temps \| \| ------------------ \| ------------------------ \| ------------------ \| ------------------------------ \| ------------------ \| \| 1re \| Demi Vollering \| Pays-Bas \| SD Worx \| 11 h 46 min 12 s \| \| 2e \| Shirin van Anrooij \| Pays-Bas \| Trek-Segafredo \| + 2 min 07 s \| \| 3e \| Ashleigh Moolman \| Afrique du Sud \| AG Insurance-Soudal Quick-Step \| + 2 min 11 s \| \| 4e \| Chloé Dygert \| États-Unis \| Canyon-SRAM Racing \| + 2 min 43 s \| \| 5e \| Marlen Reusser \| Suisse \| SD Worx \| + 3 min 09 s \| \| 6e \| Agnieszka Skalniak-Sójka \| Pologne \| Canyon-SRAM Racing \| + 3 min 21 s \| \| 7e \| Tamara Dronova \| Russie \| Israel-Premier Tech Roland \| + 3 min 48 s \| \| 8e \| Soraya Paladin \| Italie \| Canyon-SRAM Racing \| + 3 min 59 s \| \| 9e \| Silvia Persico \| Italie \| UAE Team ADQ \| + 4 min 05 s \| \| 10e \| Erica Magnaldi \| Italie \| UAE Team ADQ \| + 4 min 07 s \| |                          |                |                                |                  |
| |                          |                |                                |                  |
| |                          |                |                                |                  |
| Classement général |                          |                |                                |                  |
| Coureuse | Coureuse                 | Pays           | Équipe                         | Temps            |
| 1re | Demi Vollering           | Pays-Bas       | SD Worx                        | 11 h 46 min 12 s |
| 2e | Shirin van Anrooij       | Pays-Bas       | Trek-Segafredo                 | + 2 min 07 s     |
| 3e | Ashleigh Moolman         | Afrique du Sud | AG Insurance-Soudal Quick-Step | + 2 min 11 s     |
| 4e | Chloé Dygert             | États-Unis     | Canyon-SRAM Racing             | + 2 min 43 s     |
| 5e | Marlen Reusser           | Suisse         | SD Worx                        | + 3 min 09 s     |
| 6e | Agnieszka Skalniak-Sójka | Pologne        | Canyon-SRAM Racing             | + 3 min 21 s     |
| 7e | Tamara Dronova           | Russie         | Israel-Premier Tech Roland     | + 3 min 48 s     |
| 8e | Soraya Paladin           | Italie         | Canyon-SRAM Racing             | + 3 min 59 s     |
| 9e | Silvia Persico           | Italie         | UAE Team ADQ                   | + 4 min 05 s     |
| 10e | Erica Magnaldi           | Italie         | UAE Team ADQ                   | + 4 min 07 s     |

### Points UCI
| Position                  | 1er | 2e  | 3e  | 4e  | 5e  | 6e  | 7e  | 8e  | 9e | 10e | 11e | 12e | 13e | 14e | 15e | 16e à 20e | 21e à 30e | 31e à 40e |  |  |
| Classement général        | 400 | 320 | 260 | 220 | 180 | 140 | 120 | 100 | 80 | 68  | 56  | 48  | 40  | 32  | 28  | 24        | 16        | 8         |  |  |
| Étapes et demi-étapes     | 50  | 40  | 30  | 25  | 20  | 18  | 15  | 10  | 8  | 6   |     |     |     |     |     |           |           |           |  |  |
| Port du maillot de leader | 8   |     |     |     |     |     |     |     |    |     |     |     |     |     |     |           |           |           |  |  |

### Classements annexes
| Classement par points | Classement par points | Classement par points | Classement par points          | Classement par points |
| Coureuse              | Coureuse              | Pays                  | Équipe                         | Points                |
| --------------------- | --------------------- | --------------------- | ------------------------------ | --------------------- |
| 1re                   | Lorena Wiebes         | Pays-Bas              | SD Worx                        | 59 pts                |
| 2e                    | Elisa Balsamo         | Italie                | Trek-Segafredo                 | 52 pts                |
| 3e                    | Demi Vollering        | Pays-Bas              | SD Worx                        | 50 pts                |
| 4e                    | Chloé Dygert          | États-Unis            | Canyon-SRAM Racing             | 43 pts                |
| 5e                    | Tamara Dronova        | Russie                | Israel-Premier Tech Roland     | 30 pts                |
| 6e                    | Shirin van Anrooij    | Pays-Bas              | Trek-Segafredo                 | 24 pts                |
| 7e                    | Ashleigh Moolman      | Afrique du Sud        | AG Insurance-Soudal Quick-Step | 21 pts                |
| 8e                    | Erica Magnaldi        | Italie                | UAE Team ADQ                   | 20 pts                |
| 9e                    | Silvia Persico        | Italie                | UAE Team ADQ                   | 17 pts                |
| 10e                   | Marlen Reusser        | Suisse                | SD Worx                        | 16 pts                |

| Classement par points | Classement par points | Classement par points | Classement par points          | Classement par points |
| Coureuse              | Coureuse              | Pays                  | Équipe                         | Points                |
| --------------------- | --------------------- | --------------------- | ------------------------------ | --------------------- |
| 1re                   | Lorena Wiebes         | Pays-Bas              | SD Worx                        | 59 pts                |
| 2e                    | Elisa Balsamo         | Italie                | Trek-Segafredo                 | 52 pts                |
| 3e                    | Demi Vollering        | Pays-Bas              | SD Worx                        | 50 pts                |
| 4e                    | Chloé Dygert          | États-Unis            | Canyon-SRAM Racing             | 43 pts                |
| 5e                    | Tamara Dronova        | Russie                | Israel-Premier Tech Roland     | 30 pts                |
| 6e                    | Shirin van Anrooij    | Pays-Bas              | Trek-Segafredo                 | 24 pts                |
| 7e                    | Ashleigh Moolman      | Afrique du Sud        | AG Insurance-Soudal Quick-Step | 21 pts                |
| 8e                    | Erica Magnaldi        | Italie                | UAE Team ADQ                   | 20 pts                |
| 9e                    | Silvia Persico        | Italie                | UAE Team ADQ                   | 17 pts                |
| 10e                   | Marlen Reusser        | Suisse                | SD Worx                        | 16 pts                |

| Classement de la montagne | Classement de la montagne | Classement de la montagne | Classement de la montagne      | Classement de la montagne |
| Coureuse                  | Coureuse                  | Pays                      | Équipe                         | Points                    |
| ------------------------- | ------------------------- | ------------------------- | ------------------------------ | ------------------------- |
| 1re                       | Demi Vollering            | Pays-Bas                  | SD Worx                        | 30 pts                    |
| 2e                        | Erica Magnaldi            | Italie                    | UAE Team ADQ                   | 25 pts                    |
| 3e                        | Soraya Paladin            | Italie                    | Canyon-SRAM Racing             | 24 pts                    |
| 4e                        | Silvia Persico            | Italie                    | UAE Team ADQ                   | 21 pts                    |
| 5e                        | Shirin van Anrooij        | Pays-Bas                  | Trek-Segafredo                 | 16 pts                    |
| 6e                        | Ashleigh Moolman          | Afrique du Sud            | AG Insurance-Soudal Quick-Step | 12 pts                    |
| 7e                        | Marlen Reusser            | Suisse                    | SD Worx                        | 11 pts                    |
| 8e                        | Cecilie Uttrup Ludwig     | Danemark                  | FDJ-Suez                       | 10 pts                    |
| 9e                        | Lorena Wiebes             | Pays-Bas                  | SD Worx                        | 8 pts                     |
| 10e                       | Elisa Balsamo             | Italie                    | Trek-Segafredo                 | 6 pts                     |

| Classement de la montagne | Classement de la montagne | Classement de la montagne | Classement de la montagne      | Classement de la montagne |
| Coureuse                  | Coureuse                  | Pays                      | Équipe                         | Points                    |
| ------------------------- | ------------------------- | ------------------------- | ------------------------------ | ------------------------- |
| 1re                       | Demi Vollering            | Pays-Bas                  | SD Worx                        | 30 pts                    |
| 2e                        | Erica Magnaldi            | Italie                    | UAE Team ADQ                   | 25 pts                    |
| 3e                        | Soraya Paladin            | Italie                    | Canyon-SRAM Racing             | 24 pts                    |
| 4e                        | Silvia Persico            | Italie                    | UAE Team ADQ                   | 21 pts                    |
| 5e                        | Shirin van Anrooij        | Pays-Bas                  | Trek-Segafredo                 | 16 pts                    |
| 6e                        | Ashleigh Moolman          | Afrique du Sud            | AG Insurance-Soudal Quick-Step | 12 pts                    |
| 7e                        | Marlen Reusser            | Suisse                    | SD Worx                        | 11 pts                    |
| 8e                        | Cecilie Uttrup Ludwig     | Danemark                  | FDJ-Suez                       | 10 pts                    |
| 9e                        | Lorena Wiebes             | Pays-Bas                  | SD Worx                        | 8 pts                     |
| 10e                       | Elisa Balsamo             | Italie                    | Trek-Segafredo                 | 6 pts                     |

| Classement du meilleur jeune | Classement du meilleur jeune | Classement du meilleur jeune | Classement du meilleur jeune | Classement du meilleur jeune |
| Coureuse                     | Coureuse                     | Pays                         | Équipe                       | Temps                        |
| ---------------------------- | ---------------------------- | ---------------------------- | ---------------------------- | ---------------------------- |
| 1re                          | Shirin van Anrooij           | Pays-Bas                     | Trek-Segafredo               | 11 h 48 min 19 s             |
| 2e                           | Blanka Vas                   | Hongrie                      | SD Worx                      | + 5 min 27 s                 |
| 3e                           | Valeria Valgonen             | Russie                       | Massi Tactic                 | + 8 min 29 s                 |
| 4e                           | Marta Jaskulska              | Pologne                      | Liv Racing TeqFind           | + 9 min 16 s                 |
| 5e                           | Lorena Wiebes                | Pays-Bas                     | SD Worx                      | + 10 min 30 s                |
| 6e                           | Babette van der Wolf         | Pays-Bas                     | Lifeplus Wahoo               | + 10 min 52 s                |
| 7e                           | Karolina Kumięga             | Pologne                      | UAE Team ADQ                 | + 11 min 31 s                |
| 8e                           | Jade Wiel                    | France                       | FDJ-Suez                     | + 13 min 30 s                |
| 9e                           | Clara Copponi                | France                       | FDJ-Suez                     | + 13 min 40 s                |
| 10e                          | Marie Le Net                 | France                       | FDJ-Suez                     | + 13 min 44 s                |

| Classement du meilleur jeune | Classement du meilleur jeune | Classement du meilleur jeune | Classement du meilleur jeune | Classement du meilleur jeune |
| Coureuse                     | Coureuse                     | Pays                         | Équipe                       | Temps                        |
| ---------------------------- | ---------------------------- | ---------------------------- | ---------------------------- | ---------------------------- |
| 1re                          | Shirin van Anrooij           | Pays-Bas                     | Trek-Segafredo               | 11 h 48 min 19 s             |
| 2e                           | Blanka Vas                   | Hongrie                      | SD Worx                      | + 5 min 27 s                 |
| 3e                           | Valeria Valgonen             | Russie                       | Massi Tactic                 | + 8 min 29 s                 |
| 4e                           | Marta Jaskulska              | Pologne                      | Liv Racing TeqFind           | + 9 min 16 s                 |
| 5e                           | Lorena Wiebes                | Pays-Bas                     | SD Worx                      | + 10 min 30 s                |
| 6e                           | Babette van der Wolf         | Pays-Bas                     | Lifeplus Wahoo               | + 10 min 52 s                |
| 7e                           | Karolina Kumięga             | Pologne                      | UAE Team ADQ                 | + 11 min 31 s                |
| 8e                           | Jade Wiel                    | France                       | FDJ-Suez                     | + 13 min 30 s                |
| 9e                           | Clara Copponi                | France                       | FDJ-Suez                     | + 13 min 40 s                |
| 10e                          | Marie Le Net                 | France                       | FDJ-Suez                     | + 13 min 44 s                |

| Classement par équipes | Classement par équipes | Classement par équipes | Classement par équipes |
| Équipe                 | Équipe                 | Pays                   | Temps                  |
| ---------------------- | ---------------------- | ---------------------- | ---------------------- |
| 1re                    | Canyon-SRAM Racing     | Allemagne              | 35 h 28 min 55 s       |
| 2e                     | SD Worx                | Pays-Bas               | + 18 s                 |
| 3e                     | Trek-Segafredo         | États-Unis             | + 3 min 37 s           |

| Classement par équipes | Classement par équipes | Classement par équipes | Classement par équipes |
| Équipe                 | Équipe                 | Pays                   | Temps                  |
| ---------------------- | ---------------------- | ---------------------- | ---------------------- |
| 1re                    | Canyon-SRAM Racing     | Allemagne              | 35 h 28 min 55 s       |
| 2e                     | SD Worx                | Pays-Bas               | + 18 s                 |
| 3e                     | Trek-Segafredo         | États-Unis             | + 3 min 37 s           |

## Évolution des classements
| Étape              |                    | Vainqueur _    | Classement général | Classement par points | Meilleure grimpeuse | Meilleure jeune    | Meilleure équipe _ |
| ------------------ | ------------------ | -------------- | ------------------ | --------------------- | ------------------- | ------------------ | ------------------ |
| 1re étape          | étape vallonnée    | Lorena Wiebes  | Lorena Wiebes      | Lorena Wiebes         | Soraya Paladin      | Lorena Wiebes      | SD Worx            |
| 2e étape           | étape vallonnée    | Demi Vollering | Lorena Wiebes      | Chloé Dygert          | Soraya Paladin      | Lorena Wiebes      | SD Worx            |
| 3e étape           | étape de plaine    | Lorena Wiebes  | Lorena Wiebes      | Lorena Wiebes         | Soraya Paladin      | Lorena Wiebes      | SD Worx            |
| 4e étape           | étape de montagne  | Demi Vollering | Demi Vollering     | Lorena Wiebes         | Demi Vollering      | Shirin van Anrooij | Canyon-SRAM Racing |
| Classements finals | Classements finals |                | Demi Vollering     | Lorena Wiebes         | Demi Vollering      | Shirin van Anrooij | Canyon-SRAM Racing |

## Liste des participantes
| Movistar Team MOV | Movistar Team MOV        | Movistar Team MOV |
| ----------------- | ------------------------ | ----------------- |
| Num               | Coureuse                 | Pos               |
| 1                 | Sara Martín (ESP)        | 47e               |
| 2                 | Katrine Aalerud (NOR)    | 49e               |
| 3                 | Aude Biannic (FRA)       | 50e               |
| 4                 | Alicia González (ESP)    | 80e               |
| 5                 | Sheyla Gutiérrez (ESP)   | 58e               |
| 6                 | Mareille Meijering (NED) | 20e               |

| SD Worx SDW | SD Worx SDW           | SD Worx SDW |
| ----------- | --------------------- | ----------- |
| Num         | Coureuse              | Pos         |
| 11          | Demi Vollering (NED)  | 1re         |
| 12          | Blanka Vas (HUN)      | 21e         |
| 13          | Marlen Reusser (SUI)  | 5e          |
| 14          | Lorena Wiebes (NED)   | 35e         |
| 16          | Marie Schreiber (LUX) | 53e         |

| FDJ-Suez FST | FDJ-Suez FST                | FDJ-Suez FST |
| ------------ | --------------------------- | ------------ |
| Num          | Coureuse                    | Pos          |
| 21           | Cecilie Uttrup Ludwig (DEN) | 11e          |
| 22           | Clara Copponi (FRA)         | 45e          |
| 23           | Grace Brown (AUS)           | 23e          |
| 24           | Eugénie Duval (FRA)         | 64e          |
| 25           | Marie Le Net (FRA)          | 46e          |
| 26           | Jade Wiel (FRA)             | 44e          |

| Liv Racing TeqFind LIV | Liv Racing TeqFind LIV   | Liv Racing TeqFind LIV |
| ---------------------- | ------------------------ | ---------------------- |
| Num                    | Coureuse                 | Pos                    |
| 31                     | Caroline Andersson (SWE) | 71e                    |
| 32                     | Tereza Neumanová (CZE)   | 52e                    |
| 33                     | Ayesha McGowan (USA)     | 90e                    |
| 34                     | Marta Jaskulska (POL)    | 32e                    |
| 35                     | Valerie Demey (BEL)      | 29e                    |
| 36                     | Eva Buurman (NED)        | 94e                    |

| Canyon-SRAM Racing CSR | Canyon-SRAM Racing CSR         | Canyon-SRAM Racing CSR |
| ---------------------- | ------------------------------ | ---------------------- |
| Num                    | Coureuse                       | Pos                    |
| 41                     | Chloé Dygert (USA)             | 4e                     |
| 42                     | Soraya Paladin (ITA)           | 8e                     |
| 43                     | Alex Morrice (GBR)             | AB                     |
| 44                     | Sarah Roy (AUS)                | 57e                    |
| 45                     | Agnieszka Skalniak-Sójka (POL) | 6e                     |

| Israel-Premier Tech Roland CGS | Israel-Premier Tech Roland CGS | Israel-Premier Tech Roland CGS |
| ------------------------------ | ------------------------------ | ------------------------------ |
| Num                            | Coureuse                       | Pos                            |
| 51                             | Claire Steels (GBR)            | 15e                            |
| 52                             | Tamara Dronova (RUS)           | 7e                             |
| 53                             | Elena Pirrone (ITA)            | AB                             |
| 54                             | Elizabeth Stannard (AUS)       | 26e                            |
| 55                             | Silvia Magri (ITA)             | 91e                            |
| 56                             | Lara Vieceli (ITA)             | 99e                            |

| UAE Team ADQ UAD | UAE Team ADQ UAD       | UAE Team ADQ UAD |
| ---------------- | ---------------------- | ---------------- |
| Num              | Coureuse               | Pos              |
| 61               | Silvia Persico (ITA)   | 9e               |
| 62               | Laura Tomasi (ITA)     | 75e              |
| 63               | Chiara Consonni (ITA)  | AB               |
| 64               | Karolina Kumięga (POL) | 39e              |
| 65               | Sofia Bertizzolo (ITA) | 54e              |
| 66               | Erica Magnaldi (ITA)   | 10e              |

| Uno-X Pro Cycling Team UXT | Uno-X Pro Cycling Team UXT  | Uno-X Pro Cycling Team UXT |
| -------------------------- | --------------------------- | -------------------------- |
| Num                        | Coureuse                    | Pos                        |
| 71                         | Susanne Andersen (NOR)      | 72e                        |
| 72                         | Elinor Barker (GBR)         | 38e                        |
| 73                         | Marte Berg Edseth (NOR)     | 24e                        |
| 74                         | Anouska Koster (NED)        | 55e                        |
| 75                         | Mie Bjørndal Ottestad (NOR) | 25e                        |
| 76                         | Wilma Olausson (SWE)        | AB                         |

| EF Education-TIBCO-SVB TIB | EF Education-TIBCO-SVB TIB | EF Education-TIBCO-SVB TIB |
| -------------------------- | -------------------------- | -------------------------- |
| Num                        | Coureuse                   | Pos                        |
| 81                         | Alison Jackson (CAN)       | 31e                        |
| 82                         | Kathrin Hammes (GER)       | 34e                        |
| 83                         | Zoe Bäckstedt (GBR)        | AB                         |
| 84                         | Magdeleine Vallieres (CAN) | 88e                        |
| 85                         | Femke Beuling (NED)        | 98e                        |
| 86                         | Letizia Borghesi (ITA)     | 42e                        |

| Trek-Segafredo TFS | Trek-Segafredo TFS       | Trek-Segafredo TFS |
| ------------------ | ------------------------ | ------------------ |
| Num                | Coureuse                 | Pos                |
| 91                 | Elisa Balsamo (ITA)      | 40e                |
| 92                 | Lucinda Brand (NED)      | 17e                |
| 93                 | Brodie Chapman (AUS)     | 16e                |
| 94                 | Lauretta Hanson (AUS)    | 56e                |
| 95                 | Shirin van Anrooij (NED) | 2e                 |
| 96                 | Tayler Wiles (USA)       | 76e                |

| Team Jayco AlUla BEX | Team Jayco AlUla BEX      | Team Jayco AlUla BEX |
| -------------------- | ------------------------- | -------------------- |
| Num                  | Coureuse                  | Pos                  |
| 101                  | Ingvild Gåskjenn (NOR)    | AB                   |
| 102                  | Alexandra Manly (AUS)     | 41e                  |
| 103                  | Ane Santesteban (ESP)     | 14e                  |
| 104                  | Urška Žigart (SLO)        | 63e                  |
| 105                  | Letizia Paternoster (ITA) | 77e                  |
| 106                  | Jessica Allen (AUS)       | 96e                  |

| Colombia Pacto Por El Deporte - GW Shimano CTF | Colombia Pacto Por El Deporte - GW Shimano CTF | Colombia Pacto Por El Deporte - GW Shimano CTF |
| ---------------------------------------------- | ---------------------------------------------- | ---------------------------------------------- |
| Num                                            | Coureuse                                       | Pos                                            |
| 111                                            | Jessenia Meneses (COL)                         | 61e                                            |
| 112                                            | Marcela Hernández (COL)                        | 70e                                            |
| 113                                            | Estefanía Herrera (COL)                        | AB                                             |
| 114                                            | Maria Atahualpa (COL)                          | AB                                             |
| 115                                            | Paula Carrasco (COL)                           | 93e                                            |
| 116                                            | Sara Moreno (COL)                              | 66e                                            |

| Bepink BPK | Bepink BPK               | Bepink BPK |
| ---------- | ------------------------ | ---------- |
| Num        | Coureuse                 | Pos        |
| 121        | Valentina Basilico (ITA) | 95e        |
| 122        | Nora Jenčušová (SVK)     | 65e        |
| 123        | Silvia Zanardi (ITA)     | 48e        |
| 124        | Giorgia Vettorello (ITA) | 79e        |
| 126        | Ziortza Isasi (ESP)      | AB         |

| AG Insurance-Soudal Quick-Step AGS | AG Insurance-Soudal Quick-Step AGS | AG Insurance-Soudal Quick-Step AGS |
| ---------------------------------- | ---------------------------------- | ---------------------------------- |
| Num                                | Coureuse                           | Pos                                |
| 131                                | Ashleigh Moolman (RSA)             | 3e                                 |
| 132                                | Mireia Benito (ESP)                | 27e                                |
| 133                                | Justine Ghekiere (BEL)             | 13e                                |
| 134                                | Lotta Henttala (FIN)               | 92e                                |
| 135                                | Gaia Masetti (ITA)                 | 73e                                |

| Lifeplus Wahoo DRP | Lifeplus Wahoo DRP         | Lifeplus Wahoo DRP |
| ------------------ | -------------------------- | ------------------ |
| Num                | Coureuse                   | Pos                |
| 141                | April Tacey (GBR)          | 78e                |
| 142                | Maria Novolodskaya (RUS)   | 74e                |
| 143                | Karin Söderqvist (SWE)     | 68e                |
| 144                | Babette van der Wolf (NED) | 37e                |
| 146                | Ella Wyllie (NZL)          | 51e                |

| Cofidis COF | Cofidis COF            | Cofidis COF |
| ----------- | ---------------------- | ----------- |
| Num         | Coureuse               | Pos         |
| 151         | Morgane Coston (FRA)   | 19e         |
| 152         | Séverine Eraud (FRA)   | AB          |
| 153         | Špela Kern (SLO)       | 22e         |
| 154         | Clara Koppenburg (GER) | 12e         |
| 155         | Rachel Neylan (AUS)    | 62e         |
| 156         | Josie Talbot (AUS)     | 43e         |

| Bizkaia-Durango BDP | Bizkaia-Durango BDP         | Bizkaia-Durango BDP |
| ------------------- | --------------------------- | ------------------- |
| Num                 | Coureuse                    | Pos                 |
| 161                 | Eukene Larrarte (ESP)       | 82e                 |
| 162                 | Ana Vitória Magalhães (BRA) | 83e                 |
| 163                 | Lucía González (ESP)        | 33e                 |
| 164                 | Catalina Soto (CHI)         | 86e                 |
| 165                 | Sofía Rodríguez (ESP)       | 100e                |
| 166                 | Heïdi Gaugain (FRA)         | AB                  |

| Laboral Kutxa-Fundación Euskadi LKF | Laboral Kutxa-Fundación Euskadi LKF | Laboral Kutxa-Fundación Euskadi LKF |
| ----------------------------------- | ----------------------------------- | ----------------------------------- |
| Num                                 | Coureuse                            | Pos                                 |
| 171                                 | Idoia Eraso (ESP)                   | AB                                  |
| 172                                 | Lija Laizāne (LAT)                  | 84e                                 |
| 173                                 | Usoa Ostolaza (ESP)                 | 18e                                 |
| 174                                 | Nadia Quagliotto (ITA)              | 36e                                 |
| 175                                 | Debora Silvestri (ITA)              | 59e                                 |
| 176                                 | Alba Teruel (ESP)                   | AB                                  |

| Massi Tactic MAT | Massi Tactic MAT       | Massi Tactic MAT |
| ---------------- | ---------------------- | ---------------- |
| Num              | Coureuse               | Pos              |
| 181              | Aurela Nerlo (POL)     | AB               |
| 182              | Cécile Lejeune (FRA)   | 81e              |
| 183              | Corinna Lechner (GER)  | AB               |
| 184              | Valeria Valgonen (RUS) | 30e              |
| 185              | Adèle Normand (CAN)    | AB               |
| 186              | Vera Vilaca (POR)      | 87e              |

| Eneicat-CMTeam-Seguros Deportivos EIC | Eneicat-CMTeam-Seguros Deportivos EIC | Eneicat-CMTeam-Seguros Deportivos EIC |
| ------------------------------------- | ------------------------------------- | ------------------------------------- |
| Num                                   | Coureuse                              | Pos                                   |
| 191                                   | Laura Ruiz Pérez (ESP)                | 89e                                   |
| 192                                   | Lucia Ruiz Pérez (ESP)                | 60e                                   |
| 193                                   | Carolina Vargas (COL)                 | 67e                                   |
| 194                                   | Andrea Alzate (COL)                   | 28e                                   |
| 195                                   | María Latriglia (COL)                 | 85e                                   |
| 196                                   | Claudia San Justo (ESP)               | AB                                    |

| Farto-BTC FAR | Farto-BTC FAR                 | Farto-BTC FAR |
| ------------- | ----------------------------- | ------------- |
| Num           | Coureuse                      | Pos           |
| 201           | Michaela Drummond (NZL)       | AB            |
| 202           | Ariadna Gutiérrez (MEX)       | 69e           |
| 203           | Veronika Jandová (CZE)        | AB            |
| 204           | Azulde Britz (RSA)            | AB            |
| 205           | Maria Del Pilar Jimenez (ESP) | AB            |
| 206           | Agata Flis (POL)              | AB            |

| Cantabria Deporte-Rio Miera RMC | Cantabria Deporte-Rio Miera RMC | Cantabria Deporte-Rio Miera RMC |
| ------------------------------- | ------------------------------- | ------------------------------- |
| Num                             | Coureuse                        | Pos                             |
| 211                             | Susana Perez (ESP)              | AB                              |
| 212                             | Marina Garau Roca (ESP)         | AB                              |
| 213                             | Marta Beti (ESP)                | AB                              |
| 214                             | Andrea Perez (ESP)              | 97e                             |
| 215                             | Natalia Serrano (ESP)           | AB                              |
| 216                             | Mercedes Carmona Ramos (ESP)    | AB                              |

| Movistar Team MOV | Movistar Team MOV        | Movistar Team MOV |
| ----------------- | ------------------------ | ----------------- |
| Num               | Coureuse                 | Pos               |
| 1                 | Sara Martín (ESP)        | 47e               |
| 2                 | Katrine Aalerud (NOR)    | 49e               |
| 3                 | Aude Biannic (FRA)       | 50e               |
| 4                 | Alicia González (ESP)    | 80e               |
| 5                 | Sheyla Gutiérrez (ESP)   | 58e               |
| 6                 | Mareille Meijering (NED) | 20e               |

| SD Worx SDW | SD Worx SDW           | SD Worx SDW |
| ----------- | --------------------- | ----------- |
| Num         | Coureuse              | Pos         |
| 11          | Demi Vollering (NED)  | 1re         |
| 12          | Blanka Vas (HUN)      | 21e         |
| 13          | Marlen Reusser (SUI)  | 5e          |
| 14          | Lorena Wiebes (NED)   | 35e         |
| 16          | Marie Schreiber (LUX) | 53e         |

| FDJ-Suez FST | FDJ-Suez FST                | FDJ-Suez FST |
| ------------ | --------------------------- | ------------ |
| Num          | Coureuse                    | Pos          |
| 21           | Cecilie Uttrup Ludwig (DEN) | 11e          |
| 22           | Clara Copponi (FRA)         | 45e          |
| 23           | Grace Brown (AUS)           | 23e          |
| 24           | Eugénie Duval (FRA)         | 64e          |
| 25           | Marie Le Net (FRA)          | 46e          |
| 26           | Jade Wiel (FRA)             | 44e          |

| Liv Racing TeqFind LIV | Liv Racing TeqFind LIV   | Liv Racing TeqFind LIV |
| ---------------------- | ------------------------ | ---------------------- |
| Num                    | Coureuse                 | Pos                    |
| 31                     | Caroline Andersson (SWE) | 71e                    |
| 32                     | Tereza Neumanová (CZE)   | 52e                    |
| 33                     | Ayesha McGowan (USA)     | 90e                    |
| 34                     | Marta Jaskulska (POL)    | 32e                    |
| 35                     | Valerie Demey (BEL)      | 29e                    |
| 36                     | Eva Buurman (NED)        | 94e                    |

| Canyon-SRAM Racing CSR | Canyon-SRAM Racing CSR         | Canyon-SRAM Racing CSR |
| ---------------------- | ------------------------------ | ---------------------- |
| Num                    | Coureuse                       | Pos                    |
| 41                     | Chloé Dygert (USA)             | 4e                     |
| 42                     | Soraya Paladin (ITA)           | 8e                     |
| 43                     | Alex Morrice (GBR)             | AB                     |
| 44                     | Sarah Roy (AUS)                | 57e                    |
| 45                     | Agnieszka Skalniak-Sójka (POL) | 6e                     |

| Israel-Premier Tech Roland CGS | Israel-Premier Tech Roland CGS | Israel-Premier Tech Roland CGS |
| ------------------------------ | ------------------------------ | ------------------------------ |
| Num                            | Coureuse                       | Pos                            |
| 51                             | Claire Steels (GBR)            | 15e                            |
| 52                             | Tamara Dronova (RUS)           | 7e                             |
| 53                             | Elena Pirrone (ITA)            | AB                             |
| 54                             | Elizabeth Stannard (AUS)       | 26e                            |
| 55                             | Silvia Magri (ITA)             | 91e                            |
| 56                             | Lara Vieceli (ITA)             | 99e                            |

| UAE Team ADQ UAD | UAE Team ADQ UAD       | UAE Team ADQ UAD |
| ---------------- | ---------------------- | ---------------- |
| Num              | Coureuse               | Pos              |
| 61               | Silvia Persico (ITA)   | 9e               |
| 62               | Laura Tomasi (ITA)     | 75e              |
| 63               | Chiara Consonni (ITA)  | AB               |
| 64               | Karolina Kumięga (POL) | 39e              |
| 65               | Sofia Bertizzolo (ITA) | 54e              |
| 66               | Erica Magnaldi (ITA)   | 10e              |

| Uno-X Pro Cycling Team UXT | Uno-X Pro Cycling Team UXT  | Uno-X Pro Cycling Team UXT |
| -------------------------- | --------------------------- | -------------------------- |
| Num                        | Coureuse                    | Pos                        |
| 71                         | Susanne Andersen (NOR)      | 72e                        |
| 72                         | Elinor Barker (GBR)         | 38e                        |
| 73                         | Marte Berg Edseth (NOR)     | 24e                        |
| 74                         | Anouska Koster (NED)        | 55e                        |
| 75                         | Mie Bjørndal Ottestad (NOR) | 25e                        |
| 76                         | Wilma Olausson (SWE)        | AB                         |

| EF Education-TIBCO-SVB TIB | EF Education-TIBCO-SVB TIB | EF Education-TIBCO-SVB TIB |
| -------------------------- | -------------------------- | -------------------------- |
| Num                        | Coureuse                   | Pos                        |
| 81                         | Alison Jackson (CAN)       | 31e                        |
| 82                         | Kathrin Hammes (GER)       | 34e                        |
| 83                         | Zoe Bäckstedt (GBR)        | AB                         |
| 84                         | Magdeleine Vallieres (CAN) | 88e                        |
| 85                         | Femke Beuling (NED)        | 98e                        |
| 86                         | Letizia Borghesi (ITA)     | 42e                        |

| Trek-Segafredo TFS | Trek-Segafredo TFS       | Trek-Segafredo TFS |
| ------------------ | ------------------------ | ------------------ |
| Num                | Coureuse                 | Pos                |
| 91                 | Elisa Balsamo (ITA)      | 40e                |
| 92                 | Lucinda Brand (NED)      | 17e                |
| 93                 | Brodie Chapman (AUS)     | 16e                |
| 94                 | Lauretta Hanson (AUS)    | 56e                |
| 95                 | Shirin van Anrooij (NED) | 2e                 |
| 96                 | Tayler Wiles (USA)       | 76e                |

| Team Jayco AlUla BEX | Team Jayco AlUla BEX      | Team Jayco AlUla BEX |
| -------------------- | ------------------------- | -------------------- |
| Num                  | Coureuse                  | Pos                  |
| 101                  | Ingvild Gåskjenn (NOR)    | AB                   |
| 102                  | Alexandra Manly (AUS)     | 41e                  |
| 103                  | Ane Santesteban (ESP)     | 14e                  |
| 104                  | Urška Žigart (SLO)        | 63e                  |
| 105                  | Letizia Paternoster (ITA) | 77e                  |
| 106                  | Jessica Allen (AUS)       | 96e                  |

| Colombia Pacto Por El Deporte - GW Shimano CTF | Colombia Pacto Por El Deporte - GW Shimano CTF | Colombia Pacto Por El Deporte - GW Shimano CTF |
| ---------------------------------------------- | ---------------------------------------------- | ---------------------------------------------- |
| Num                                            | Coureuse                                       | Pos                                            |
| 111                                            | Jessenia Meneses (COL)                         | 61e                                            |
| 112                                            | Marcela Hernández (COL)                        | 70e                                            |
| 113                                            | Estefanía Herrera (COL)                        | AB                                             |
| 114                                            | Maria Atahualpa (COL)                          | AB                                             |
| 115                                            | Paula Carrasco (COL)                           | 93e                                            |
| 116                                            | Sara Moreno (COL)                              | 66e                                            |

| Bepink BPK | Bepink BPK               | Bepink BPK |
| ---------- | ------------------------ | ---------- |
| Num        | Coureuse                 | Pos        |
| 121        | Valentina Basilico (ITA) | 95e        |
| 122        | Nora Jenčušová (SVK)     | 65e        |
| 123        | Silvia Zanardi (ITA)     | 48e        |
| 124        | Giorgia Vettorello (ITA) | 79e        |
| 126        | Ziortza Isasi (ESP)      | AB         |

| AG Insurance-Soudal Quick-Step AGS | AG Insurance-Soudal Quick-Step AGS | AG Insurance-Soudal Quick-Step AGS |
| ---------------------------------- | ---------------------------------- | ---------------------------------- |
| Num                                | Coureuse                           | Pos                                |
| 131                                | Ashleigh Moolman (RSA)             | 3e                                 |
| 132                                | Mireia Benito (ESP)                | 27e                                |
| 133                                | Justine Ghekiere (BEL)             | 13e                                |
| 134                                | Lotta Henttala (FIN)               | 92e                                |
| 135                                | Gaia Masetti (ITA)                 | 73e                                |

| Lifeplus Wahoo DRP | Lifeplus Wahoo DRP         | Lifeplus Wahoo DRP |
| ------------------ | -------------------------- | ------------------ |
| Num                | Coureuse                   | Pos                |
| 141                | April Tacey (GBR)          | 78e                |
| 142                | Maria Novolodskaya (RUS)   | 74e                |
| 143                | Karin Söderqvist (SWE)     | 68e                |
| 144                | Babette van der Wolf (NED) | 37e                |
| 146                | Ella Wyllie (NZL)          | 51e                |

| Cofidis COF | Cofidis COF            | Cofidis COF |
| ----------- | ---------------------- | ----------- |
| Num         | Coureuse               | Pos         |
| 151         | Morgane Coston (FRA)   | 19e         |
| 152         | Séverine Eraud (FRA)   | AB          |
| 153         | Špela Kern (SLO)       | 22e         |
| 154         | Clara Koppenburg (GER) | 12e         |
| 155         | Rachel Neylan (AUS)    | 62e         |
| 156         | Josie Talbot (AUS)     | 43e         |

| Bizkaia-Durango BDP | Bizkaia-Durango BDP         | Bizkaia-Durango BDP |
| ------------------- | --------------------------- | ------------------- |
| Num                 | Coureuse                    | Pos                 |
| 161                 | Eukene Larrarte (ESP)       | 82e                 |
| 162                 | Ana Vitória Magalhães (BRA) | 83e                 |
| 163                 | Lucía González (ESP)        | 33e                 |
| 164                 | Catalina Soto (CHI)         | 86e                 |
| 165                 | Sofía Rodríguez (ESP)       | 100e                |
| 166                 | Heïdi Gaugain (FRA)         | AB                  |

| Laboral Kutxa-Fundación Euskadi LKF | Laboral Kutxa-Fundación Euskadi LKF | Laboral Kutxa-Fundación Euskadi LKF |
| ----------------------------------- | ----------------------------------- | ----------------------------------- |
| Num                                 | Coureuse                            | Pos                                 |
| 171                                 | Idoia Eraso (ESP)                   | AB                                  |
| 172                                 | Lija Laizāne (LAT)                  | 84e                                 |
| 173                                 | Usoa Ostolaza (ESP)                 | 18e                                 |
| 174                                 | Nadia Quagliotto (ITA)              | 36e                                 |
| 175                                 | Debora Silvestri (ITA)              | 59e                                 |
| 176                                 | Alba Teruel (ESP)                   | AB                                  |

| Massi Tactic MAT | Massi Tactic MAT       | Massi Tactic MAT |
| ---------------- | ---------------------- | ---------------- |
| Num              | Coureuse               | Pos              |
| 181              | Aurela Nerlo (POL)     | AB               |
| 182              | Cécile Lejeune (FRA)   | 81e              |
| 183              | Corinna Lechner (GER)  | AB               |
| 184              | Valeria Valgonen (RUS) | 30e              |
| 185              | Adèle Normand (CAN)    | AB               |
| 186              | Vera Vilaca (POR)      | 87e              |

| Eneicat-CMTeam-Seguros Deportivos EIC | Eneicat-CMTeam-Seguros Deportivos EIC | Eneicat-CMTeam-Seguros Deportivos EIC |
| ------------------------------------- | ------------------------------------- | ------------------------------------- |
| Num                                   | Coureuse                              | Pos                                   |
| 191                                   | Laura Ruiz Pérez (ESP)                | 89e                                   |
| 192                                   | Lucia Ruiz Pérez (ESP)                | 60e                                   |
| 193                                   | Carolina Vargas (COL)                 | 67e                                   |
| 194                                   | Andrea Alzate (COL)                   | 28e                                   |
| 195                                   | María Latriglia (COL)                 | 85e                                   |
| 196                                   | Claudia San Justo (ESP)               | AB                                    |

| Farto-BTC FAR | Farto-BTC FAR                 | Farto-BTC FAR |
| ------------- | ----------------------------- | ------------- |
| Num           | Coureuse                      | Pos           |
| 201           | Michaela Drummond (NZL)       | AB            |
| 202           | Ariadna Gutiérrez (MEX)       | 69e           |
| 203           | Veronika Jandová (CZE)        | AB            |
| 204           | Azulde Britz (RSA)            | AB            |
| 205           | Maria Del Pilar Jimenez (ESP) | AB            |
| 206           | Agata Flis (POL)              | AB            |

| Cantabria Deporte-Rio Miera RMC | Cantabria Deporte-Rio Miera RMC | Cantabria Deporte-Rio Miera RMC |
| ------------------------------- | ------------------------------- | ------------------------------- |
| Num                             | Coureuse                        | Pos                             |
| 211                             | Susana Perez (ESP)              | AB                              |
| 212                             | Marina Garau Roca (ESP)         | AB                              |
| 213                             | Marta Beti (ESP)                | AB                              |
| 214                             | Andrea Perez (ESP)              | 97e                             |
| 215                             | Natalia Serrano (ESP)           | AB                              |
| 216                             | Mercedes Carmona Ramos (ESP)    | AB                              |